# Don Giovanni (1966)
Don Giovanni ist eine Theateraufzeichnung des Deutschen Fernsehfunks von Walter Felsensteins Inszenierung der gleichnamigen Oper in zwei Akten von Wolfgang Amadeus Mozart an der Komischen Oper Berlin.

## Handlung
Da es sich hierbei um eine Bühneninszenierung handelt, siehe: Don Giovanni

## Produktion
Die Übersetzung von Walter Felsenstein und Horst Seeger basiert auf dem von Lorenzo Da Ponte geschaffenen Libretto. Die Inszenierung hatte ihre Premiere anlässlich der Wiedereröffnung der Komischen Oper Berlin am 4. Dezember 1966. Das Orchester der Komischen Oper Berlins stand unter der Leitung von Zdeněk Košler. Die Einstudierung der Mitglieder des Tanztheaterensembles der Komischen Oper übernahmen Tom Schilling und Irmgard Kern. Die Kostüme entwarf  Sylta Maria Busse und das Bühnenbild schuf Reinhart Zimmermann.
Die Erstsendung im Fernsehen erfolgte am 4. Dezember 1966 im Programm des Deutschen Fernsehfunks. Am 9. Februar 2019 fand im Rahmen einer Walter Felsenstein Retrospektive eine Aufführung im Berliner Kino Babylon statt, welche als erste auf einer großen Leinwand gelten kann.
Eine restaurierte Fassung aus dem Jahr 2009 ist als DVD erhältlich.

## Kritik
Hans Jürgen Schaefer fasste im Neuen Deutschland zusammen: 

„Mozarts geniales dramma giocoso packt in dieser faszinierenden Neudeutung die Gäste im Parkett und auf den Rängen vom ersten bis zum letzten Takt. Das ist realistisches Musiktheater, wie es in diesem Hause nun seit 19 Jahren gepflegt wird.“

Mimosa Künzel hatte in der Neuen Zeit eine kritische Meinung zur Fernsehsendung: 

„Gesendet wurde die Aufzeichnung einer Hauptprobe. Bei aller Wertschätzung, aber die technische Qualität der Aufzeichnung war miserabel. Die Vorgänge auf dem kleinen Bildformat während dreier Stunden zu entziffern, hätte eine enorme Anforderung an die Augen bedeutet, daher konzentrierte man sich besser auf die wundervolle Musik, auf die Stimmen. Weniger ‚belichtet‘ als diese Uebertragung hätte eine Originalsendung auch kaum sein können, obgleich man dabei gern einige Mängel in Kauf genommen hätte.“